# امید جلیلی
امید جلیلی (زادهٔ ۸ مهر ۱۳۴۴) بازیگر و کمدین ایرانی - بریتانیایی است.

## زندگی شخصی
جلیلی از پدر و مادری ایرانی و بهائی در چلسی لندن در انگلستان زاده شد و خود بهایی است. او پس از تحصیل در مدرسه هلند پارک در لندن، در شهر کولرین ایرلند شمالی و در دانشگاه اولستر به تحصیل زبان انگلیسی و تئاتر پرداخت.

## زندگی حرفه‌ای
نخستین موفقیت چشمگیر جلیلی، اجرای استندآپ کمدی او در جشنواره ادینبرا فرینج در سال ۱۹۹۵ با نمایش «پسر صاحب مغازه کبابی قد کوتاه چاق» و «عرب و یهودی» بود.
امید جلیلی در کشورهای مختلفی از جمله در استرالیا، ایرلند، دانمارک، کانادا، آلمان و آمریکا برنامه اجرا کرده است. وی ویژه برنامه خودش را در شبکه اچ‌بی‌او داشت و در ۲۲ قسمت از برنامه «هوپی» با همراهی ووپی گلدبرگ شرکت کرد.
در سال ۲۰۰۵ پس از شرکت در برنامه خیریه Comic Relief در حمایت از قربانیان زلزله اقیانوس هند آن سال و برنامه تلویزیونی تخت گاز، وی رکورد فروش را با بیش از ۱۶۵۰۰ بلیت در جشنواره ادینبورگ شکست.
در ۲۶ آبان ۱۳۸۶ نخستین قسمت از شوی تلویزیونی امید جلیلی از بی‌بی‌سی وان پخش شد. سری دوم این مجموعه نیز در سال ۱۳۸۸ از همین شبکه پخش شد.
امید جلیلی در سال ۱۳۸۸ در نقش «فاگین» در نمایش الیور! در شهر لندن به اجرای نقش پرداخت. او این نقش را پس از روآن اتکینسون تا ۲۷ تیر ۱۳۸۸ عهده‌دار این نقش بود ادامه داد. در همین سال صدای وی برای شخصیت یوسف امیر در جدیدترین نسخه از سری بازی اتومبیل‌دزدی بزرگ استفاده شد.
جلیلی در سال ۱۳۸۸ در فیلم کافر به کارگردانی دیوید بدیل نقش اول را ایفا کرد. او در این فیلم کمدی ایفاگر نقش یک مسلمان بریتانیایی را بازی می‌کند که پس از آنکه درمیابد در کودکی به فرزندی قبول شده است و والدین او یهودی بوده‌اند دچار بحران هویت می‌شود.

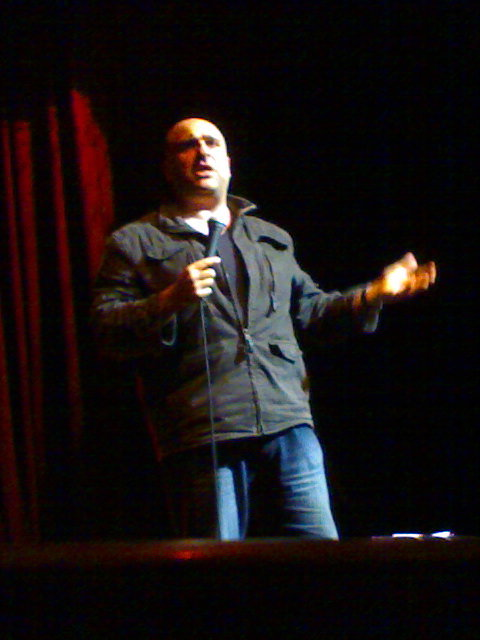
امید جلیلی در آرت دپو، ۲۰۰۷.

## فیلم‌شناسی

### سینما
- مومیایی (۱۹۹۹)
- ناتینگ هیل (۱۹۹۹)
- دنیا کافی نیست (۱۹۹۹)
- گلادیاتور (۲۰۰۰)
- آنیتا و من (۲۰۰۱)
- دور دنیا در ۸۰ روز (۲۰۰۴)
- بچه کلسیم (۲۰۰۴)
- مودیلیانی (۲۰۰۴)
- ضرب‌الاجل‌ها (۲۰۰۴)
- کاپیتان اسکای و دنیای فردا (۲۰۰۴)
- کازانوا (۲۰۰۵)
- آن سوی پرچین (۲۰۰۶)
- دزدان دریایی کارائیب: پایان جهان (۲۰۰۷)
- کافر (۲۰۱۰)
- مستر نایس (۲۰۱۰)
- سکس و شهر ۲ (۲۰۱۰)
- گوسفند ناقلا -صداپیشه (۲۰۱۵)
- ماما میا! دوباره شروع کنیم (۲۰۱۸)
- عشق دوباره (۲۰۲۳)
- پوشش عمیق (۲۰۲۵)

### تلویزیون
- دریاچهٔ تاریکی (۱۹۹۹)
- کلئوپاترا (۱۹۹۹)
- کتابهای سیاه (۲۰۰۰)
- شهر دایناسورها (۲۰۰۲)
- ووپی (۲۰۰۳)
- خانواده من و دیگر حیوانات (۲۰۰۵)
- شوی امید جلیلی (۲۰۰۷)
- شوی امید جلیلی - سری دوم (۲۰۰۹)